# Lataif-e-sitta
Lataif-as-Sitta: de 6 verfijningen: in het Persisch: لطائف سته Lataif-e-sitta en in het Arabisch: اللطائف الستة al-Laṭtaʾif as-Sitta, alleen: latifa  zijn de psychische- en geestelijke organen in de geestelijke leer van de Soefies. Soms hier ook bedoeld is het zintuigelijke en het buiten zintuiglijke waarnemings vermogen. 
Het opwekken of verwerkelijken van de persoonlijke  lataif  en daarbij de Jism Latif  als een geheel, wordt door Soefies als het ontwikkelingspad beschouwd die moet uitmonden in de Volmaakte Mens. (Al-Insān al-Kāmil).